# ساغو
الساغو (بالإنجليزية: sago) أو السّاقو، والاسم الهندى له «سابودانا» sabudana. وتعني كلمة ساغو Sagu أو Sago في الموطن الأصلي لها: «الخبز» وهو نوع من الحبّ يُصنَع من النشويات الموجودة في المركز الإسفنجي أو اللب لأنواع مختلفة من نخيل المناطق المدارية تعرف جميعها باسم موحد هو نخيل الساغو. ويستخلص من نخيل الساغو نوع من الدقيق يسمى دقيق الساغو. ويأتي معظم إنتاج هذا الدقيق من جنوب شرق آسيا، وتبعث كميات كبيرة من الساغو إلى أوروبا وأمريكا لأغراض طبخ تجارية حيث يستخدم الساغو في صنع الحلوى وتركيز المرق. ويعتبر هذا الدقيق مغذيا بالإضافة إلى أنه سهل الهضم، ولهذا يُعد الساغو من أنواع الأغذية الرئيسية لسكان جزر الهند الشرقية. والساغو (الساقو) معروف في دول الخليج العربى ويدخل في الأكلات الشعبية الخليجية كحلوى الساقو الإماراتية والعمانية، وحلا 'السَّقْدانَة في مكة المكرمة كذلك.
ينمو نخيل الساغو بسرعة كبيرة،  ما يصل إلى ارتفاع متر ونصف المتر في السنة الواحدة، وهو ينمو في مستنقعات المياه العذبة والأراضي المنخفضة في المناطق المدارية. وتنتج النخلة الواحدة ما بين 150 إلى 300 كيلوجرام من النشاء.

## السجلات التاريخية
أشار المؤرخ الصيني تشاو روكو (1170-1231) إلى الساغو خلال عهد أسرة سونغ. ففي كتابه "تشو فان تشي" (1225)، وهو مجموعة أوصاف للدول الأجنبية، كتب أن مملكة بوني "لا تنتج قمحًا، بل قنبًا وأرزًا، ويستخدمون شا-هو (الساغو) حبوبًا".

## طريقة الإنتاج

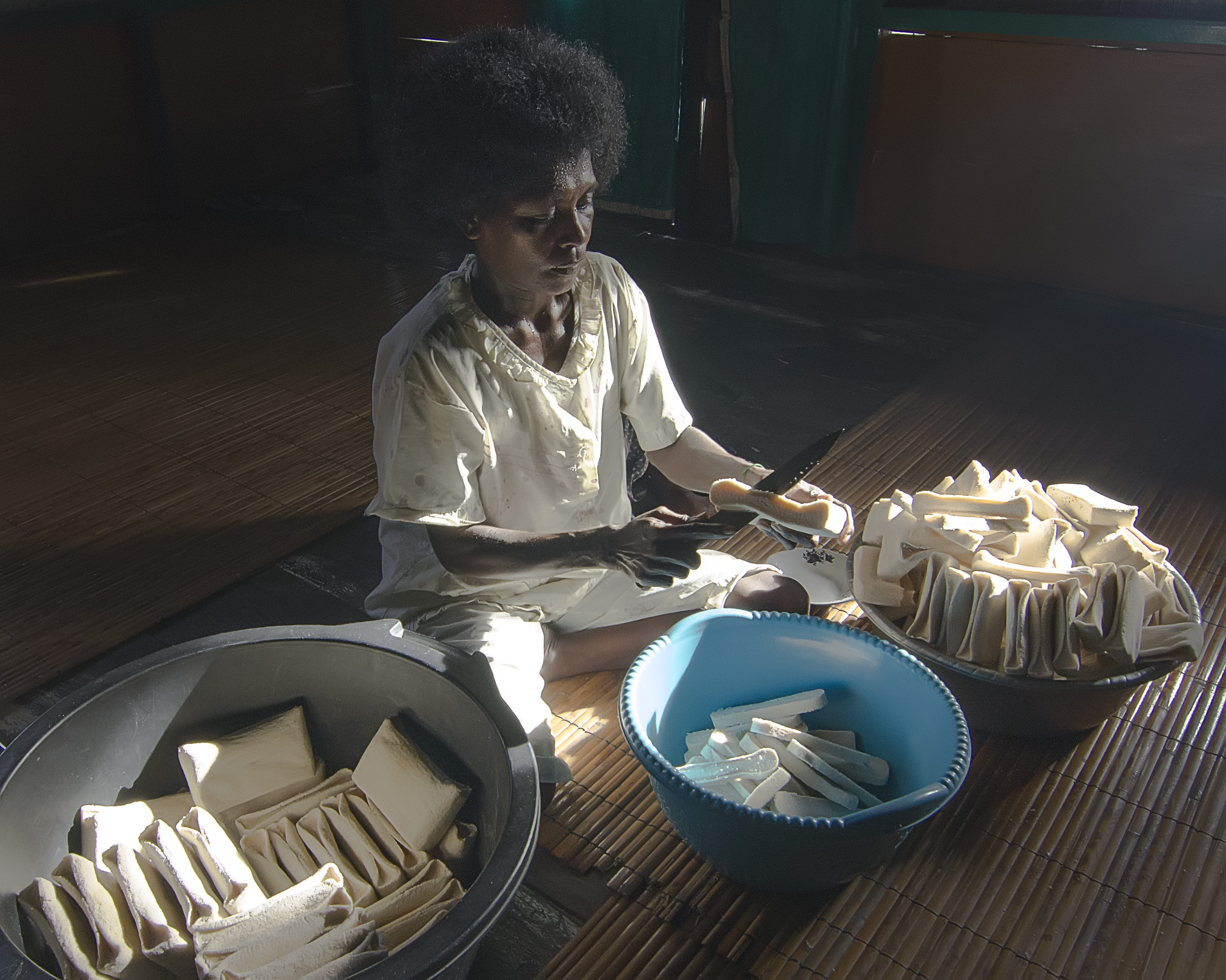
تجهيز وجبة ساغو

لا تُترك ثمار النخيل الذي يستخلص منها الساغو لتكمل نضوجها؛ لأن اكتمال النضج يكمل دورة حياة الشجرة، ومن ثم يضعف مركز النشا فيها وتترك الجذع قشرة خاوية، ومن ثم تتسبب في موت الشجرة.
يقطع هذا النخيل عندما يبلغ خمسة عشر عاما قبل الفترة التي تكون فيها الشجرة مستعدة للإزهار، وتشق الجذوع التي يبلغ ارتفاعها تسعة أمتار، ثم يؤخذ منها اللب النشوى ويحول إلى مسحوق. وقد تنتج النخلة الواحدة حوالي 360 كجم من النشويات. وللإعداد يعجن المسحوق في الماء على قماش أو مصفاة، ثم يمرر على مجرى ماء إلى أن يستقر. وبعد بضع غسلات يكون الدقيق معدا للطبخ. وغالبا ما يمر الساغو بعمليات تنقية إضافية، ثم يتم إعداده للتصدير.

### استخراج الساغو
تقطع النباتات قبل الازهار حيث تقطع السيقان من فوق سطح الأرض وتزال الاوراق وتقسم السيقان إلى قطع طولها 1 - 2 متر وتُزال القشرة الخارجية للساق ويؤخذ الجزء الداخلي (اللب) ويصنع منه الخبز والفطائر.

### الإنتاجية
تُعطي النخلة في المتوسط 100 - 300 كجم وأحياناً 500 كجم من اللُبّ Sago الذي يحتوى على 50% نشا. أما الأوراق فتستعمل كمواد بناء.

## تصنيف نباتات
- جنس Metroxylon

يشمل الجنس مجموعة من النباتات الكبيرة سريعة النمو ريشية الأوراق تنتشر في جنوب شرق آسيا والشريط الموازي.
الأسماء المرادفة: Metroxylon sagu = Metroxylon rumphii = الاسم الشائع: Sago Palm وتعني كلمة Sagu في الموطن الأصلي الخبز. أما كلمة rumphii فهى نسبة إلى رجل الأعمال الهولندي وعالم النبات Rumphius .
الموطن الأصلي للنبات هو غينيا الجديدة. ويوجد للنبات عدة أصناف أو سلالات تختلف نوعاً في شكلها.
- الأشجار تكون ريزوماً وتنمو السيقان لمدة 15 عاماً ثم تزهر النباتات مرة واحدة وتكون ثماراً ثم تموت.
- الساق بني فاتح قوي قطره 50 -80 سم ويصل ارتفاعه إلى 8 - 10 متر ة يكون مغطى بحلقات ناتجة عن ندب قواعد الأوراق الساقطة. مقوسة طولها يصل إلى 5 - 7 متر.
- الشماريخ الزهرية ضخمة يصل طولها إلى 5 - 7 متر وذات فروع كثيرة.
- الأزهار إما أحادية الجنس وحيدة المسكن أو ثنائية الجنس.
- الثمار كروية قطرها 2.5 - 4 سم.

## استخدامات متعددة
بالإضافة إلى استخدام الساغو كمصدر للغذاء، تستخدم أيضا أوراق نخيل الساغو كمواد بناء، كالأسقف القش، وكذلك يمكن جدل أليافها إلى حبال للإستخدامات المتعددة.

## الإعتناء المنزلى بنخيل الساغو
للاعتناء المنزلى بشجرة نخيل الساغو باللغة الإنجليزية

## السّاقو من المأكولات الشعبية
يعتبر الساغو من المأكولات الشعبية في عدة دول من العالم، فهو كنشاء يعتبر مادة خام لصناعة الحلويات كما يمكن استخدامه في الطهى بعدة طرق مختلفة.

### فيالبحرينوالإماراتودولالخليج العربى
حلوى السّاقو الخليجية  طَبق حُلو، منتشر بكثرة في دول الخليج العربى وهو من الأكلات الشعبية المفضلة لدى أبناء دولة الإمارات، وسكان الخليج العربي كافة، وهو حلوى محلية الصنع.
المقادير: 2 كوب ساقو - 2 كوب سكر - 4-5 كوب ماء زعفران - 2 ملعقة طعام سمن
طريقة التحضير: يغسَل السّاقو وَ ينقَع في المَاء نصفَ سَاعة ثم يصفي ثُم نضَع المَاء فِي قِدر عَلى النّار إلى أنْ يَغلي ثُم نَضع الزّعفران وَ الهيل وَ السّكر وَ نضيفَ السّاقو مَع التّحريك وَ يُترَك خَمس دقائقَ ونَضع عَليه الزّيت وَيحرك جميعاً وَيترك على نَار خفَيفة وَ نضَع عليه المُكسّرات.
طريقة أخرى: يوضع السكر على نار هادئة حتى يذوب ويتغير لونه، ويُحرص على أن لا يحترق حتى يصبح (ذهبياً فاتح اللون). ثم يضاف له الماء ويترك يغلي، ثم يضاف له السمن والهال والزعفران وماء الورد. عندما يغلي الجميع نخفض النار ويضاف الساقو ويقلب الجميع جيدا ويحرك باستمرار إلى أن تذوب الحبيبات البيضاء، ويصبح متماسكاً كالحلوى. ونتركه على النار حتى ينضج وهو أن يزول اللون الأبيض من وسط الساقو. قد يحتاج لأكثر من ساعة.
حديثاً صار البعض يضيف للساقو بعض المكسرات، فتضاف قبل الانتهاء بدقائق، والبعض الآخر يفضله من دون إضافة المكسرات، مستمتعاً بمذاقه التقليدي ثم يقدم في صحون للأكل، البعض يفضله ساخناً والبعض يفضله مبرداً.
في الحجاز يستخدم كذلك في عمل حلوى السقودانة ذات الشعبية الكبيرة خاصة في شهر رمضان باستخدام الساقو مع الحليب والسكر والهيل وماء الزهر.

## وصلات خارجية

### الساغو في أنحاء العالم
- طريقة من الصين لعمل الساغو بحليب جوزالهند باللغة الإنجليزية.
- 71 طريقة عمل من الهند باللغة الإنجليزية.
- مقلى الساغو من الهند باللغة الإنجليزية.
- بودنج الساغو المخبوز من جنوب أفريقيا باللغة الإنجليزية.
- عصيدة/حساء الساغو تابيوكا باللغة الإنجليزية[وصلة مكسورة].
- بودنج الساغو مع المانجو باللغة الإنجليزية.

## معرض الصور

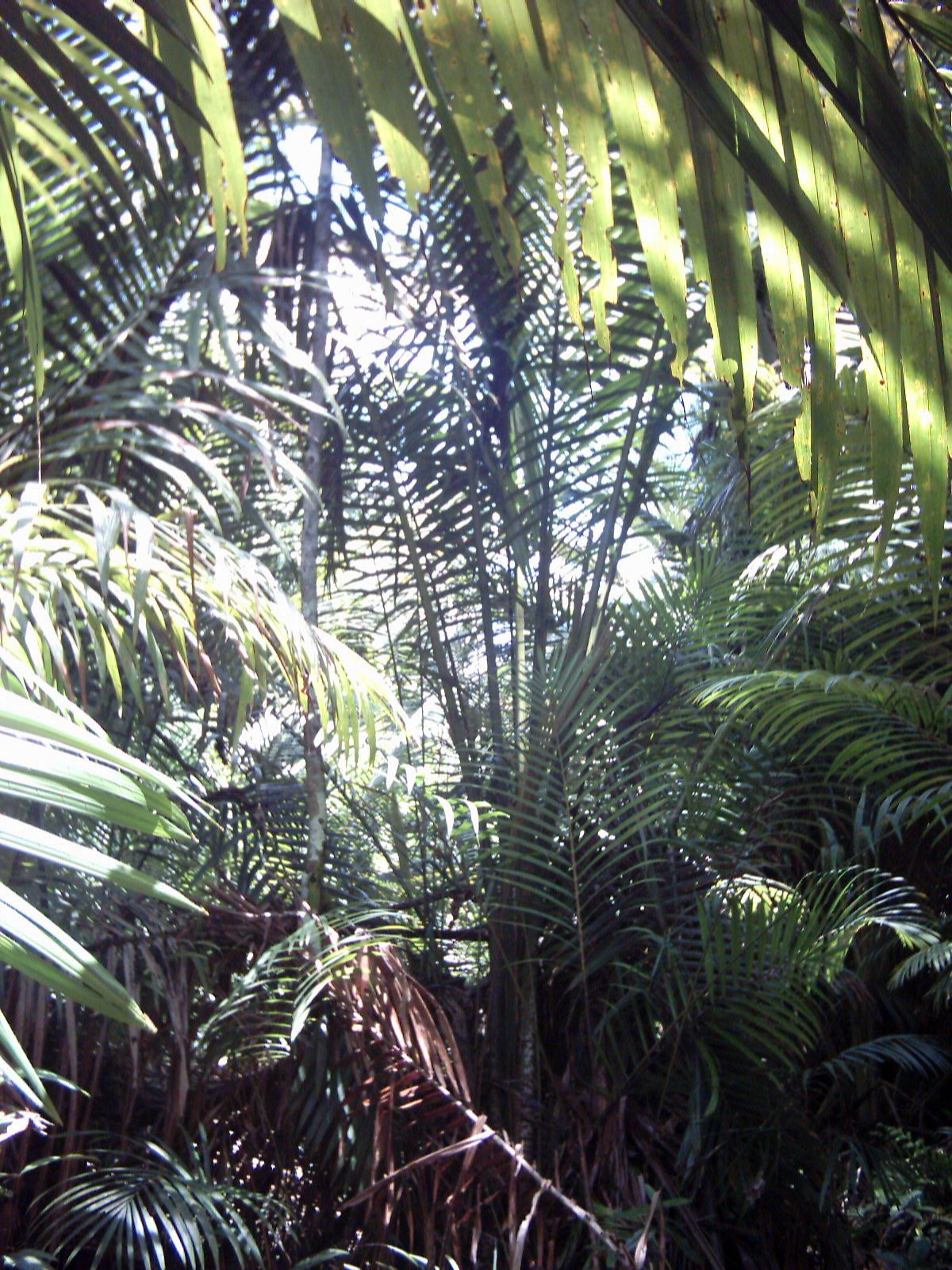
شجرة نخيل الساغو في غينيا الجديدة
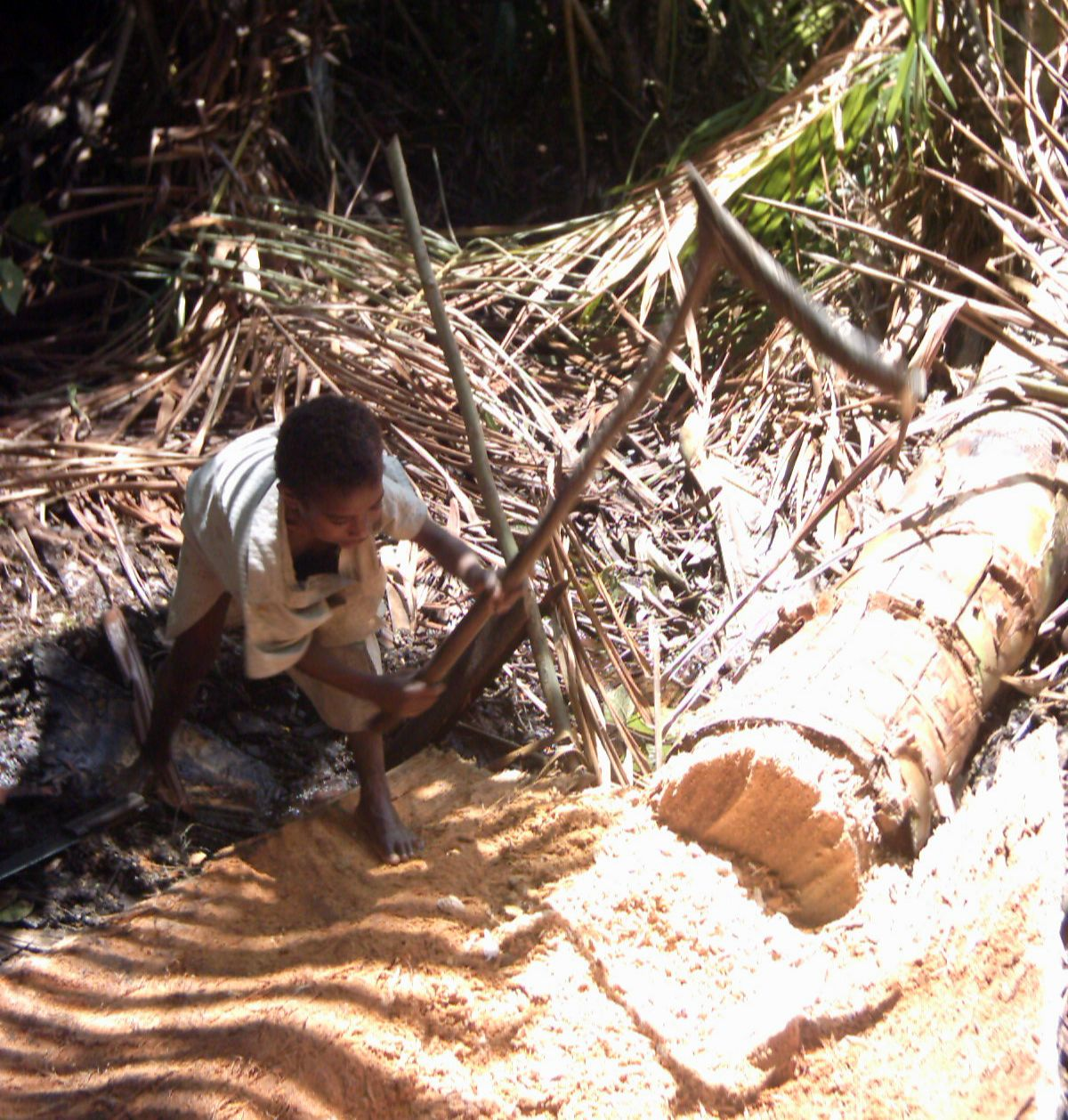
شجرة نخيل يجري حصادها لإنتاج ساغو
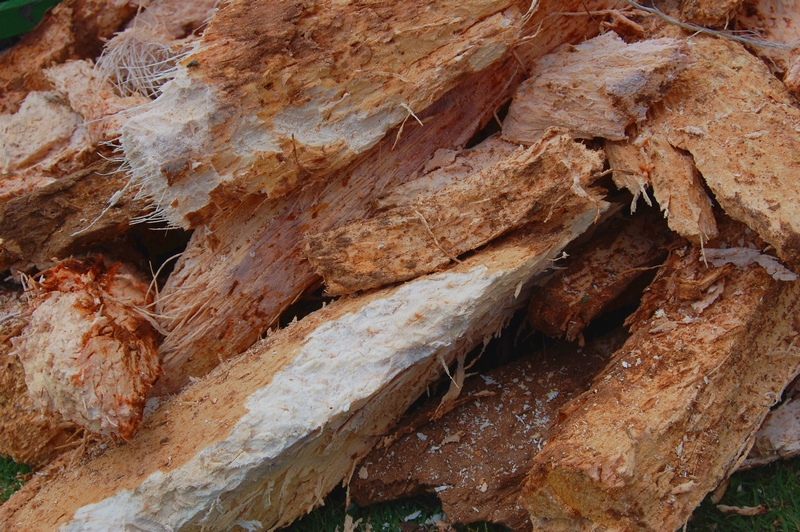
قطع لباب الساغو
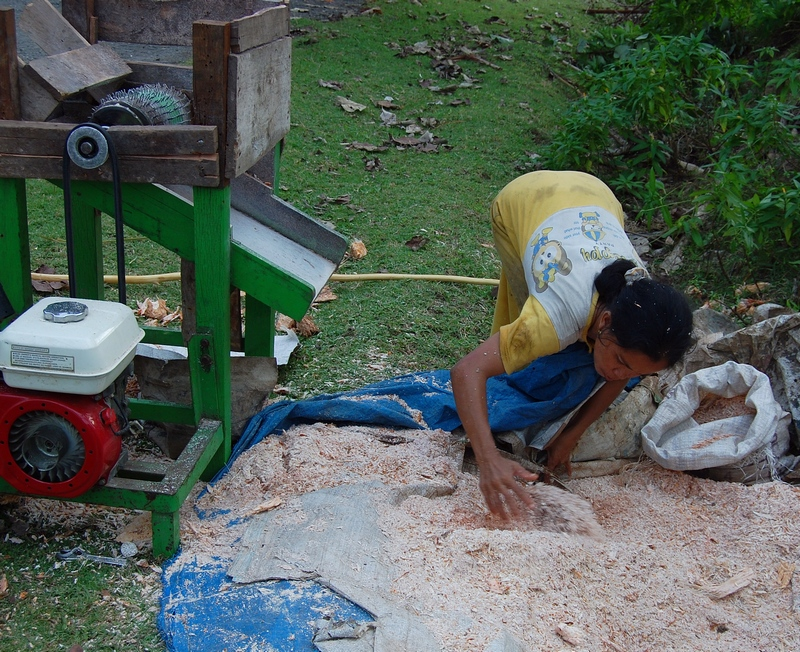
طحن الساغو في إندونيسيا
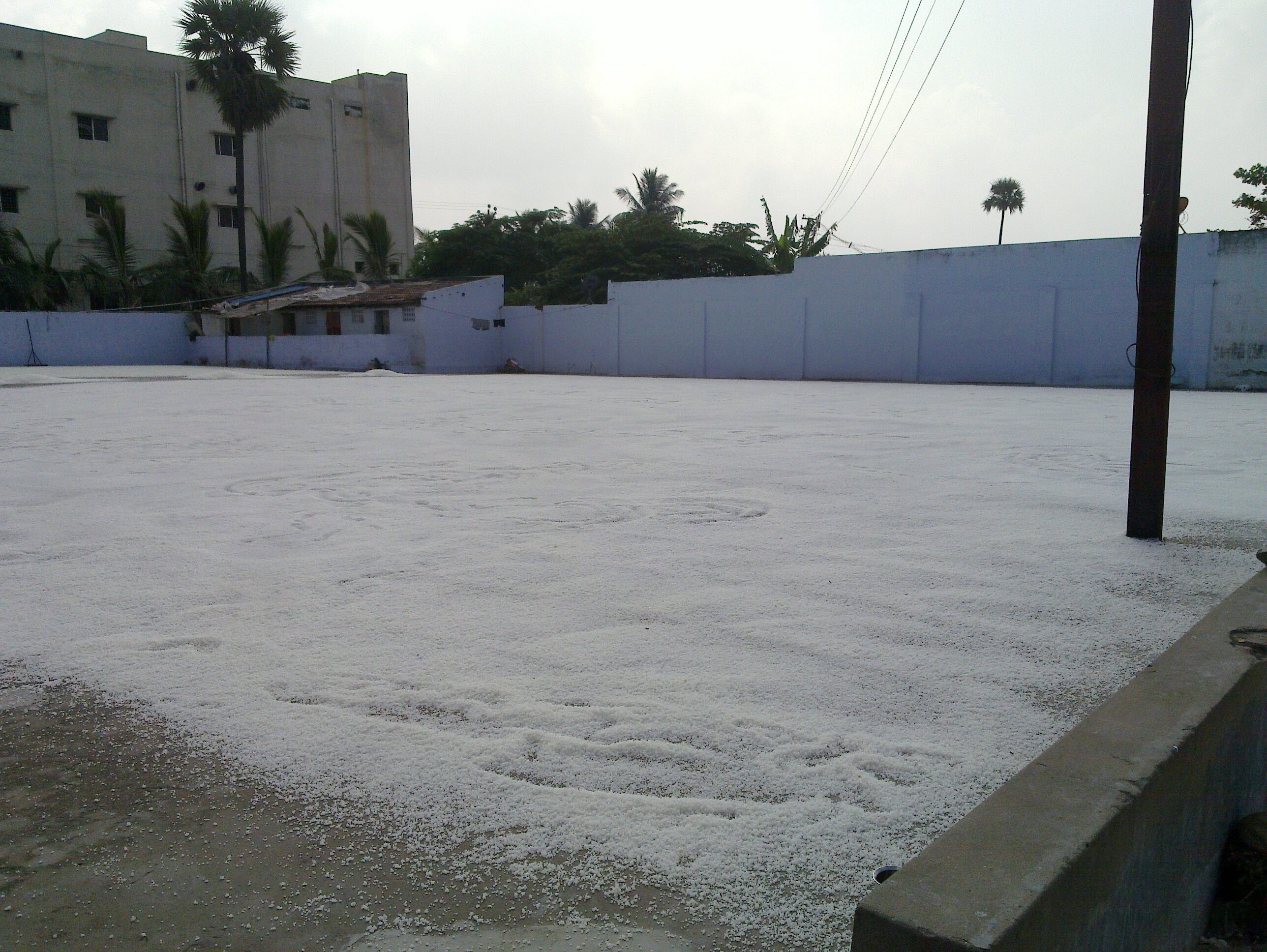
صورة من داخل مصنع ساغوبارو Sagoparu الهندي: تجفيف الساغو
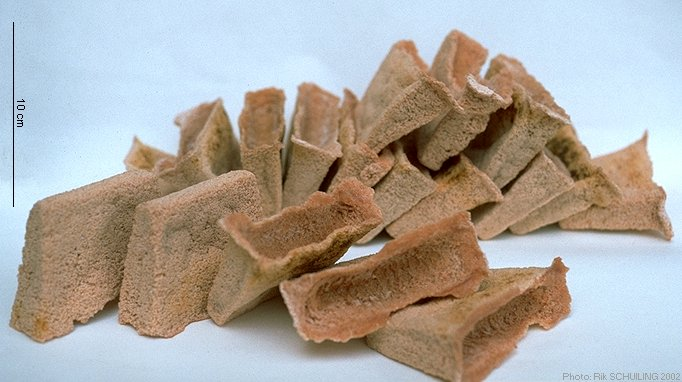
يجفف الساغو ويمكن تخزينه لفترة طويلة من الزمن
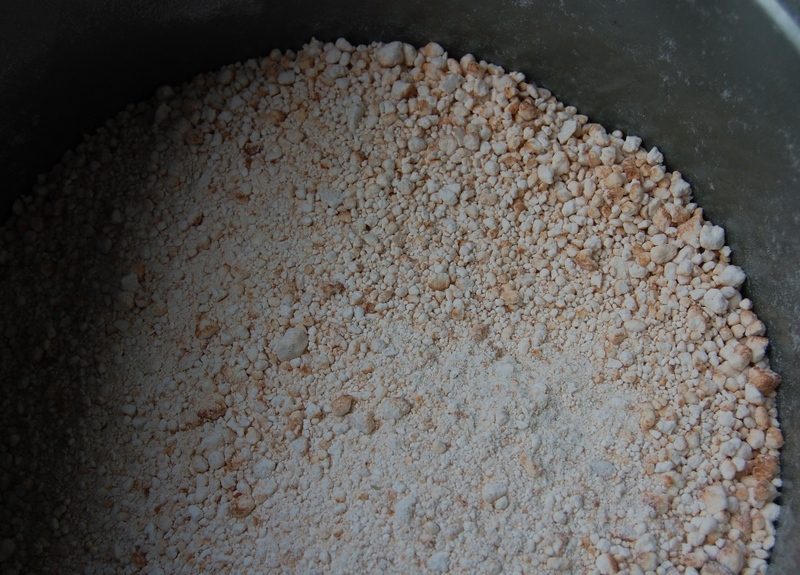
حبيباب الساغو
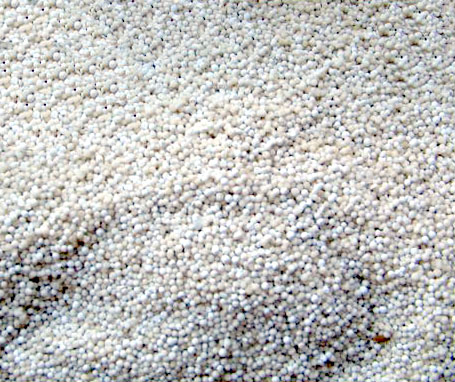
حبيباب الساغو
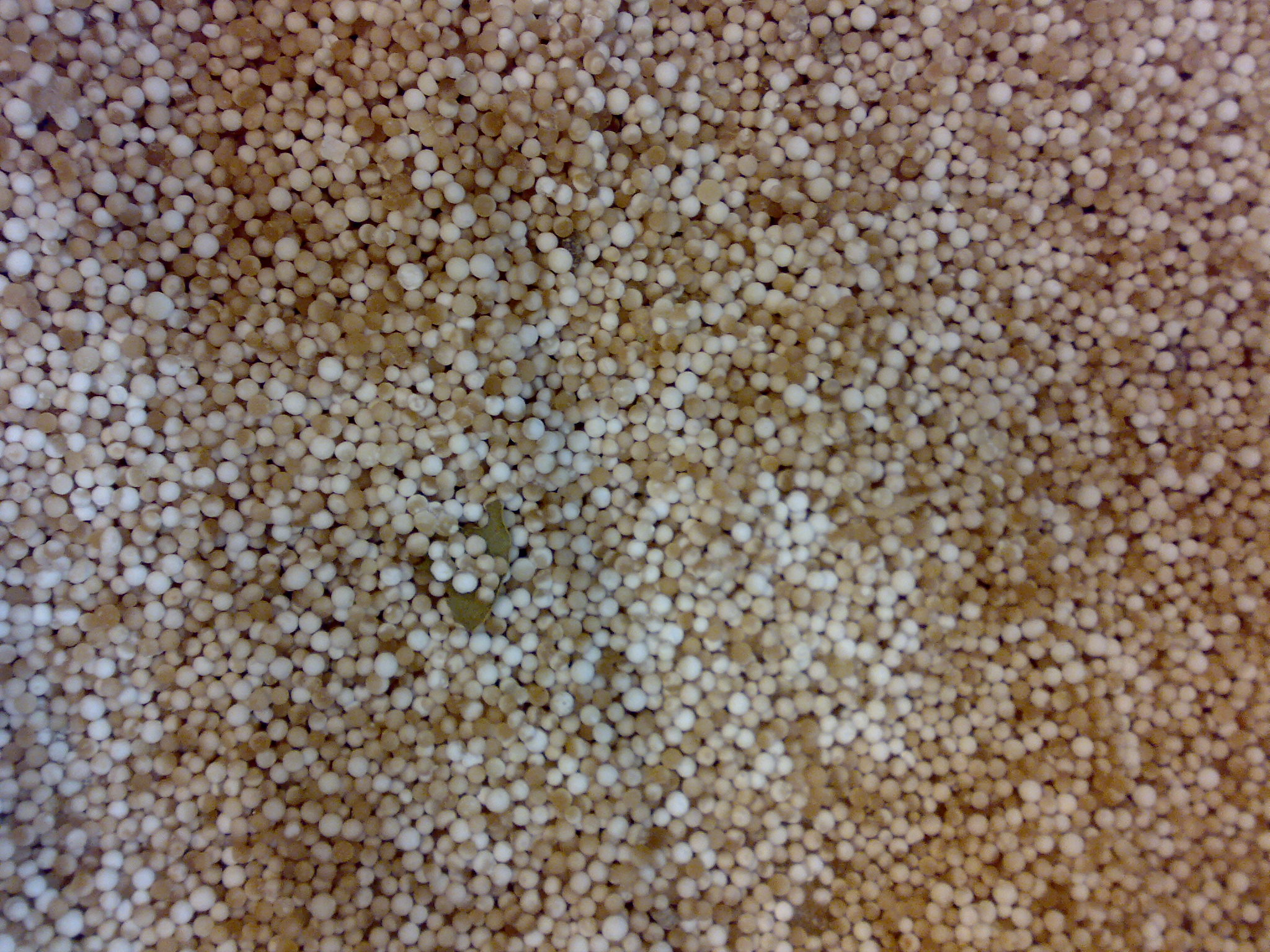
حبيباب الساغو
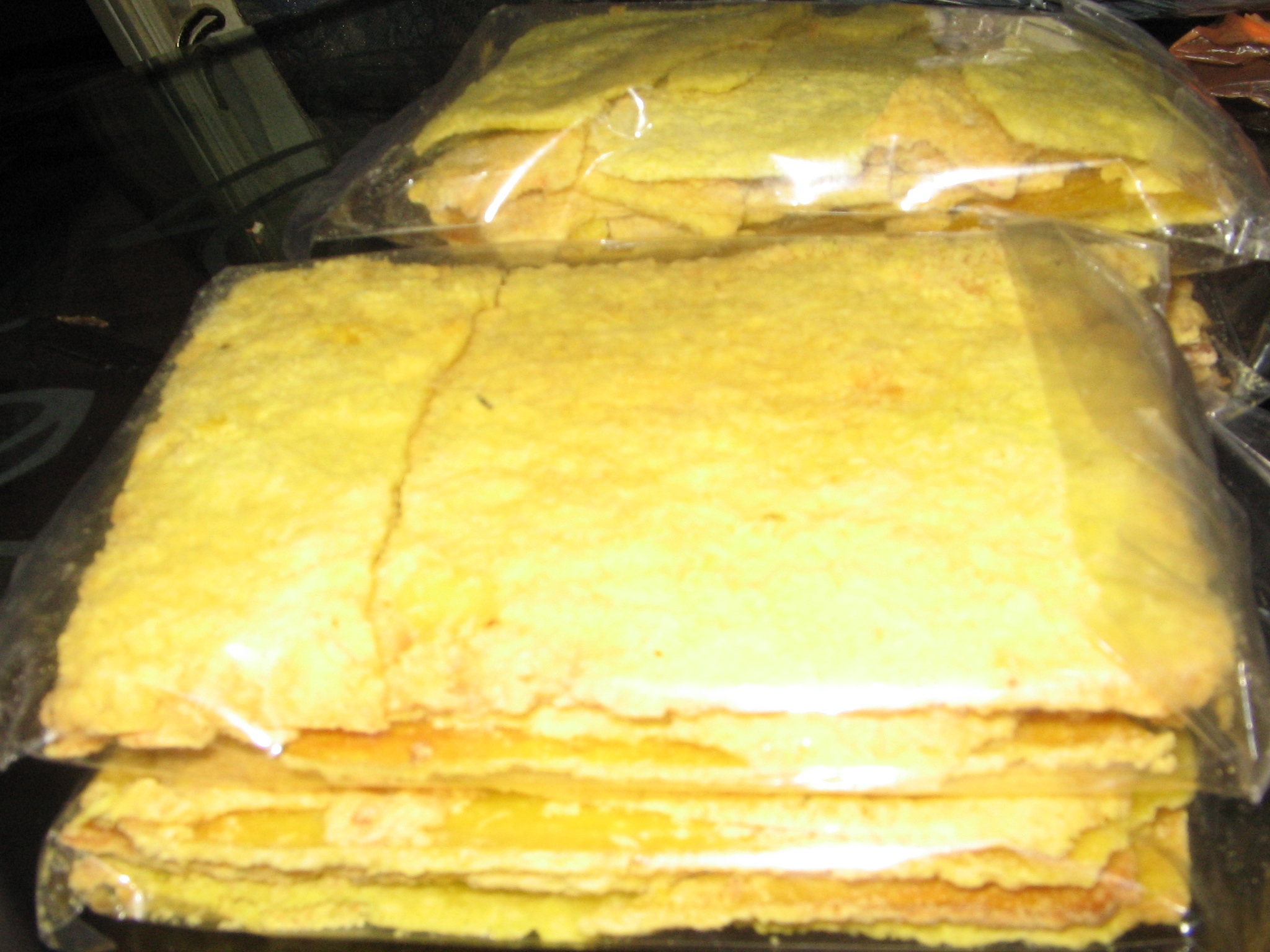
صور بيع متعددة: قد يباع الساغو على هيئة رقائق مصنوعة من الساغو
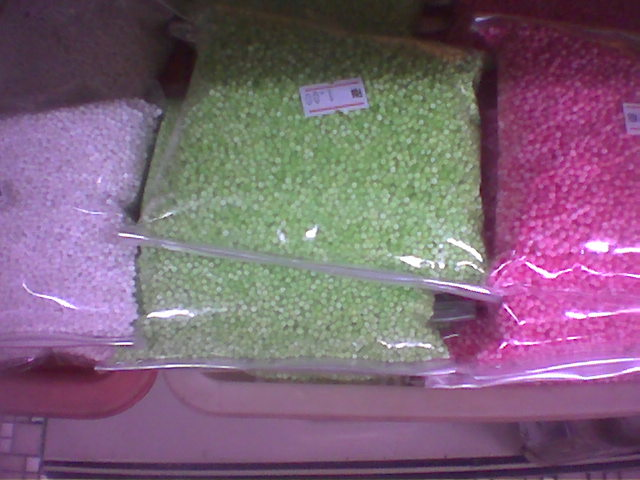
صور بيع متعددة: قد يباع الساغو على هيئة حبيبات صغيرة من الحبوب المجففة في السوق
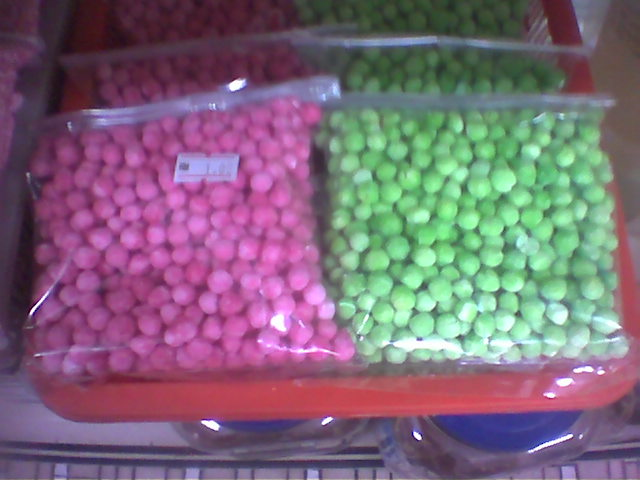
صور بيع متعددة: قد يباع الساغو على هيئة حبيبات كبيرة من الحبوب المجففة في السوق
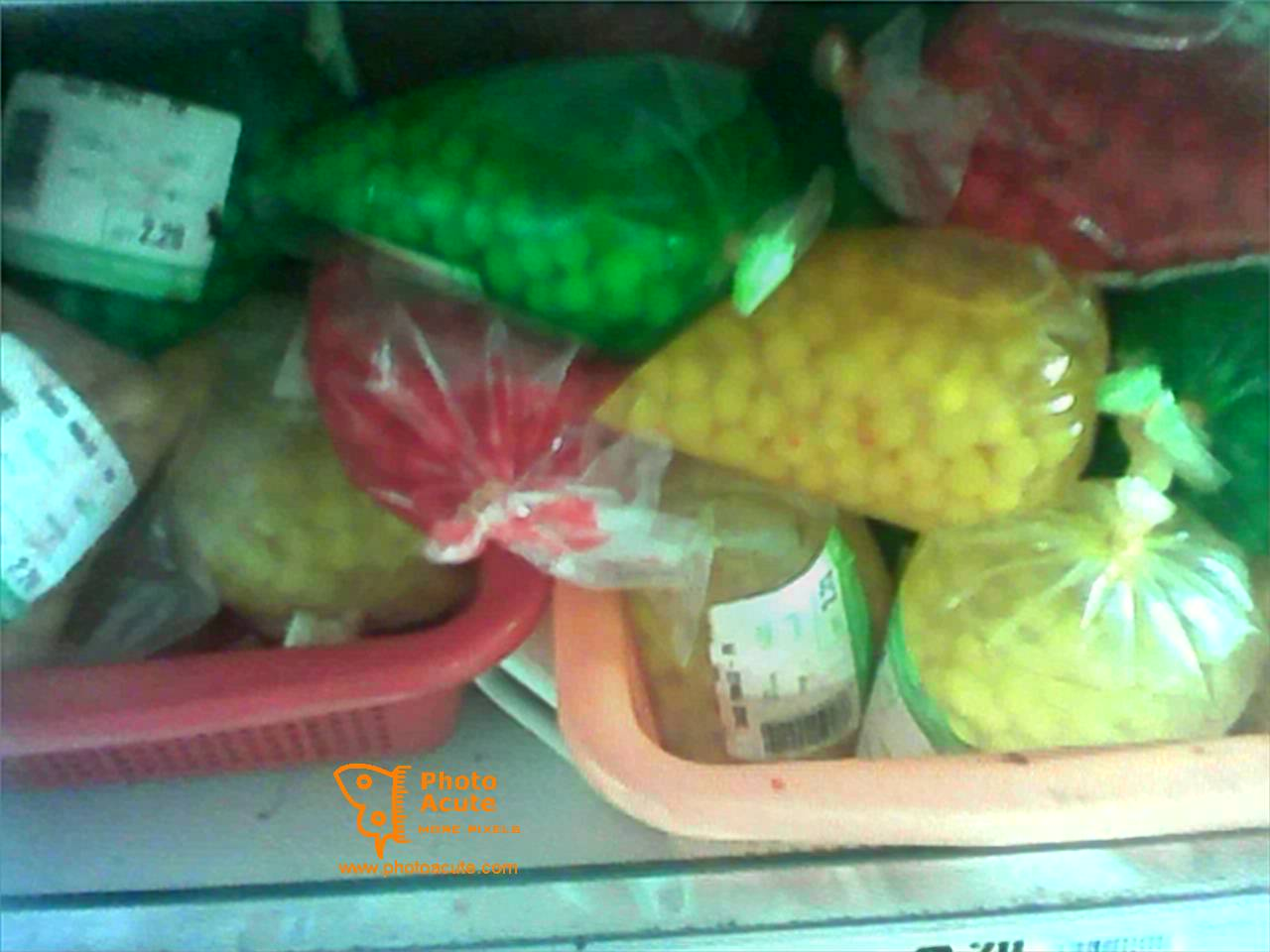
صور بيع متعددة: قد يباع الساغو على هيئة حبيبات كبيرة من الحبوب الرطبة السوق
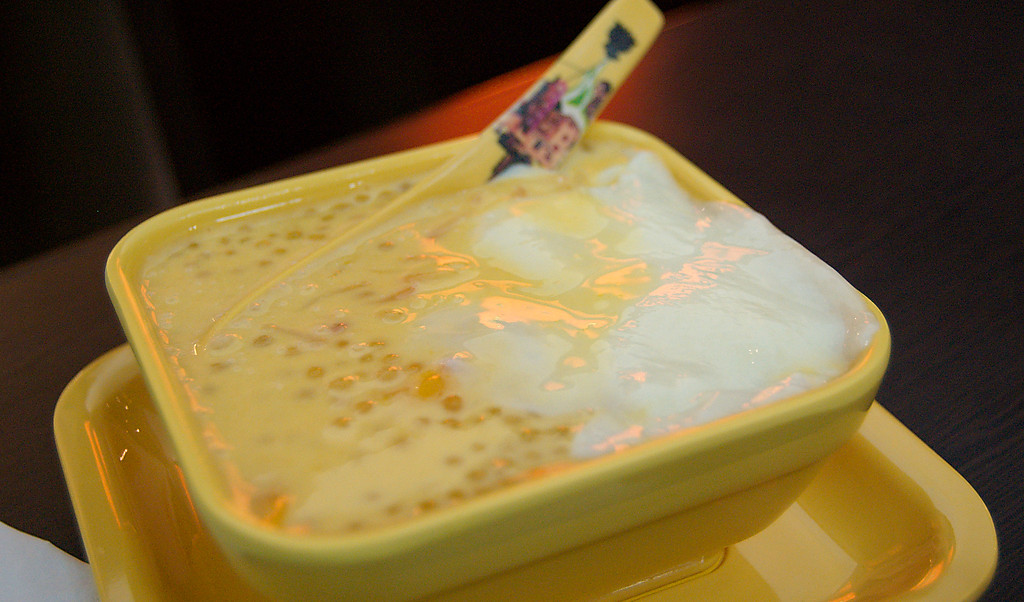
طرق طهو متعددة: ساغو بالمانجو والجريب فروت
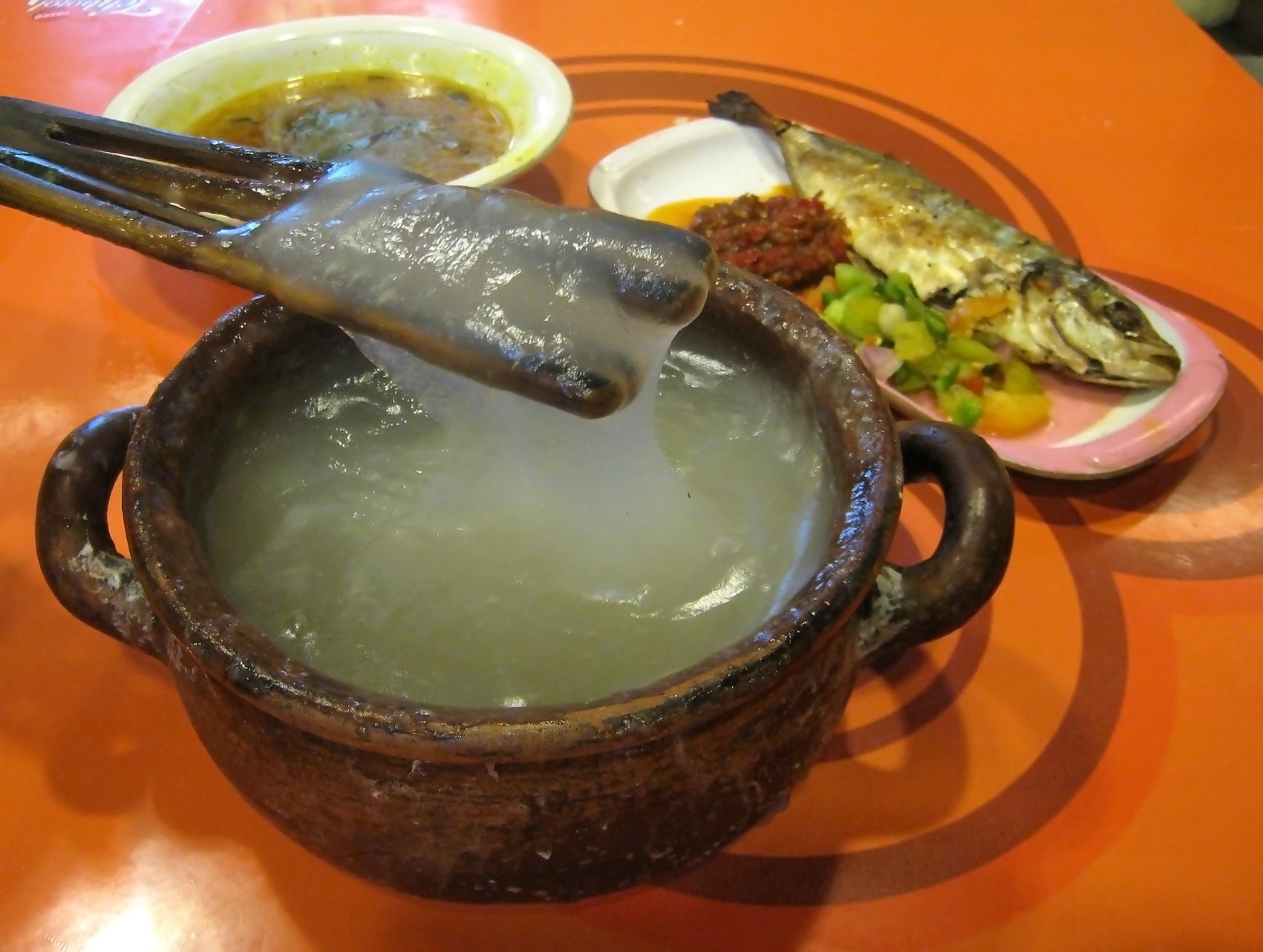
طرق طهو متعددة
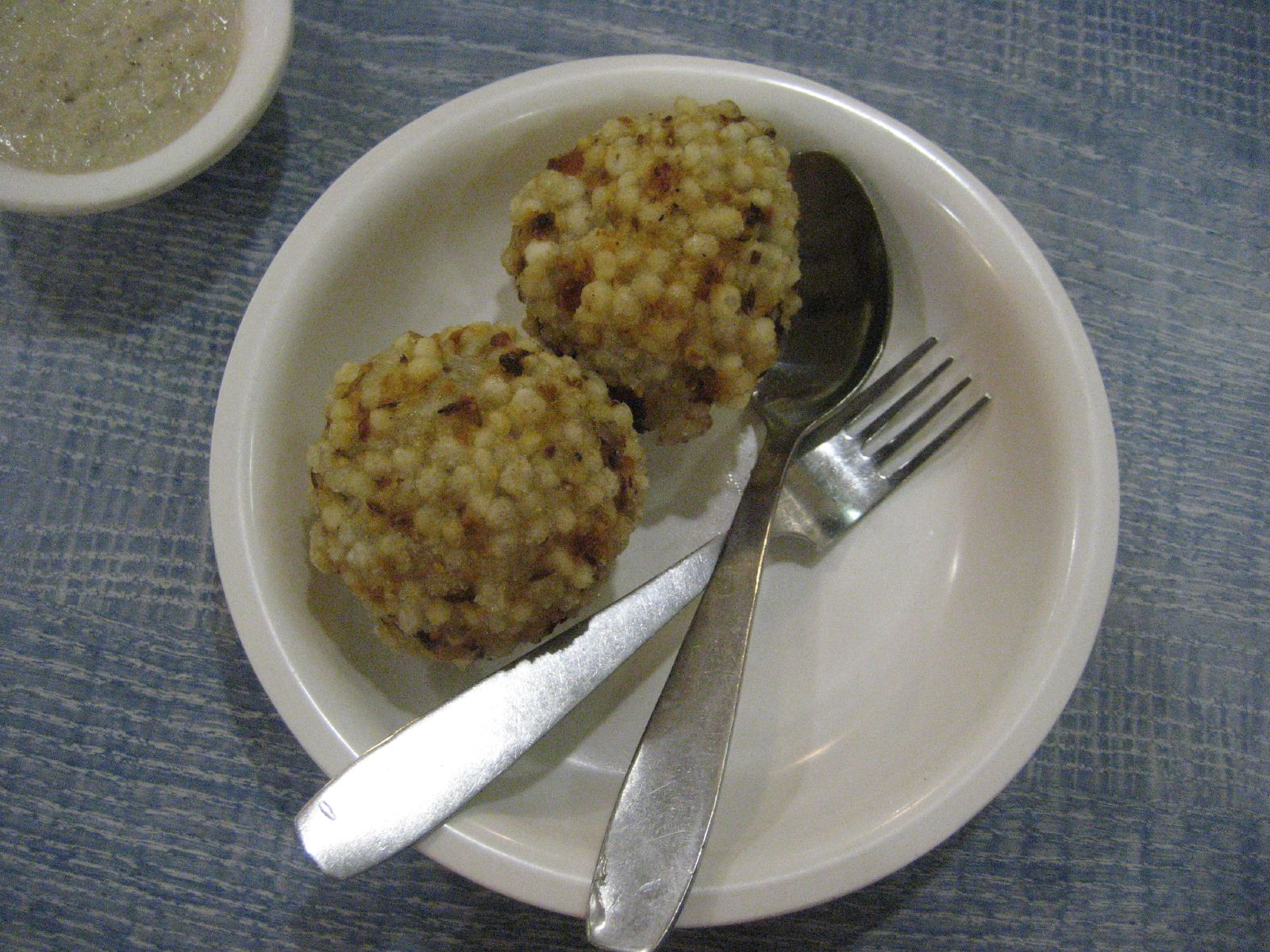
طرق طهو متعددة: طبق سابودانا وادا (مقلى الساغو) Sabudana Wada في الهند
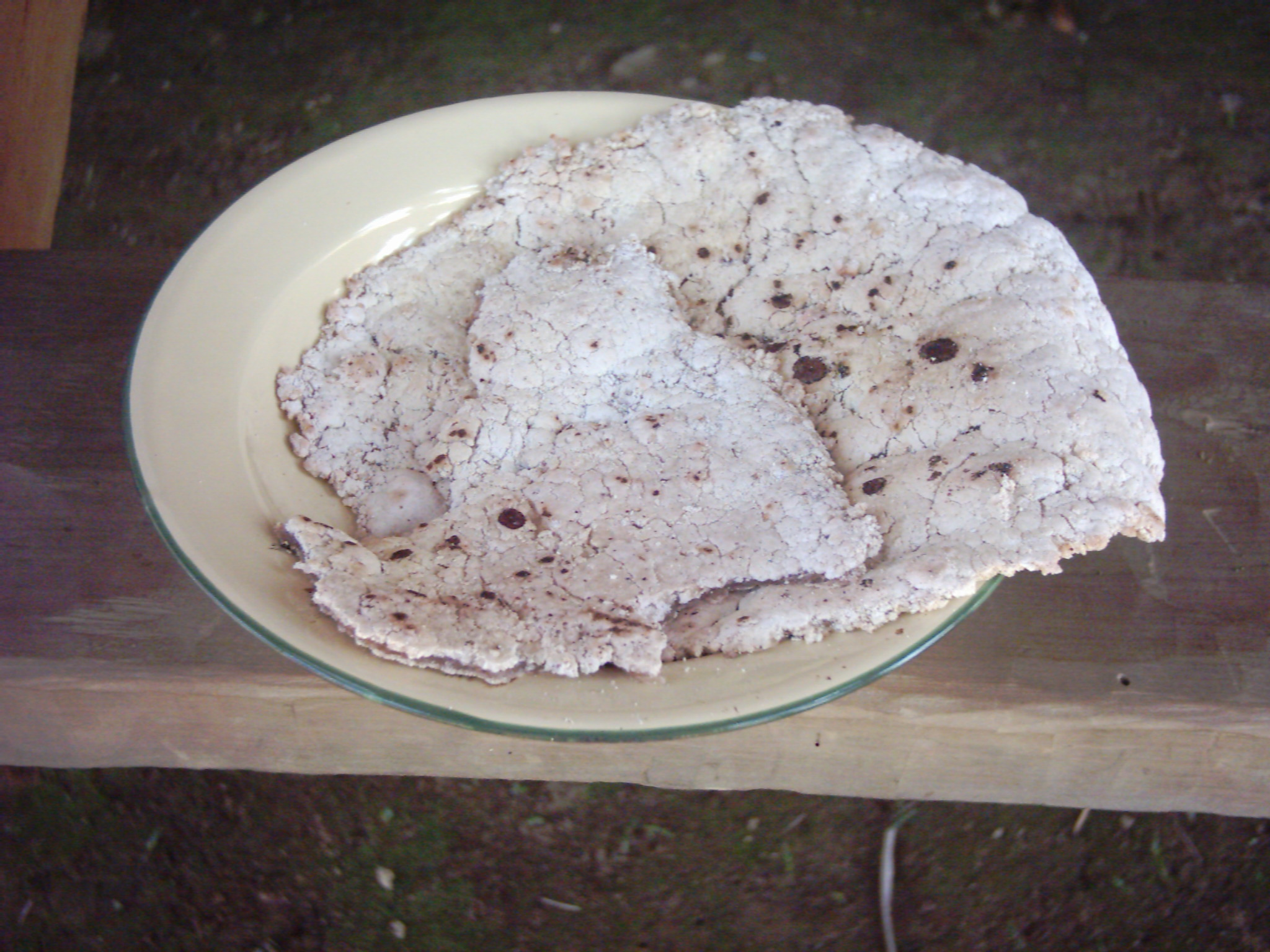
طرق طهو متعددة: بان كيك (فطيرة) الساغو
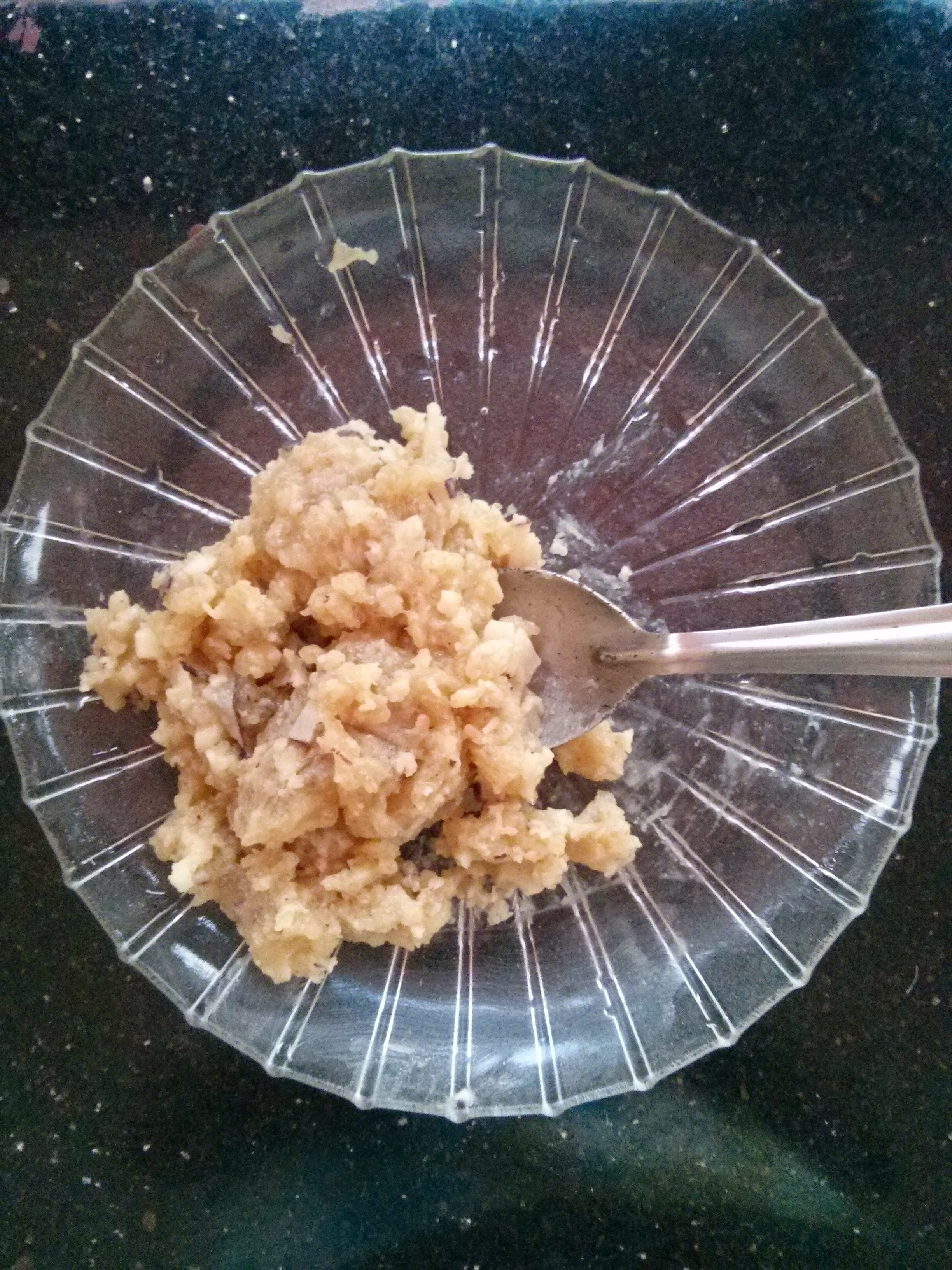
طرق طهو متعددة: بودنج الساغو
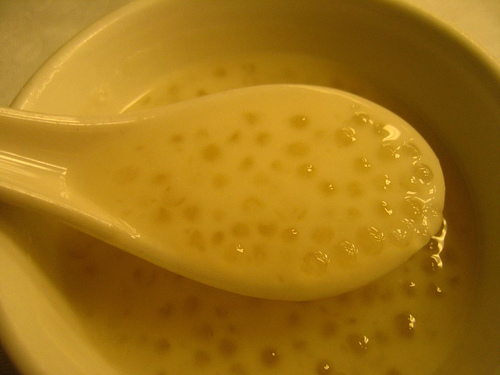
طرق طهو متعددة: حساء الساغو من الصين
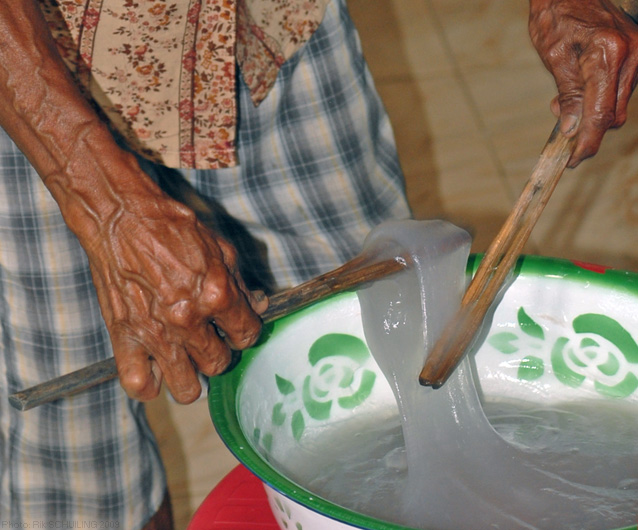
طرق طهو متعددة
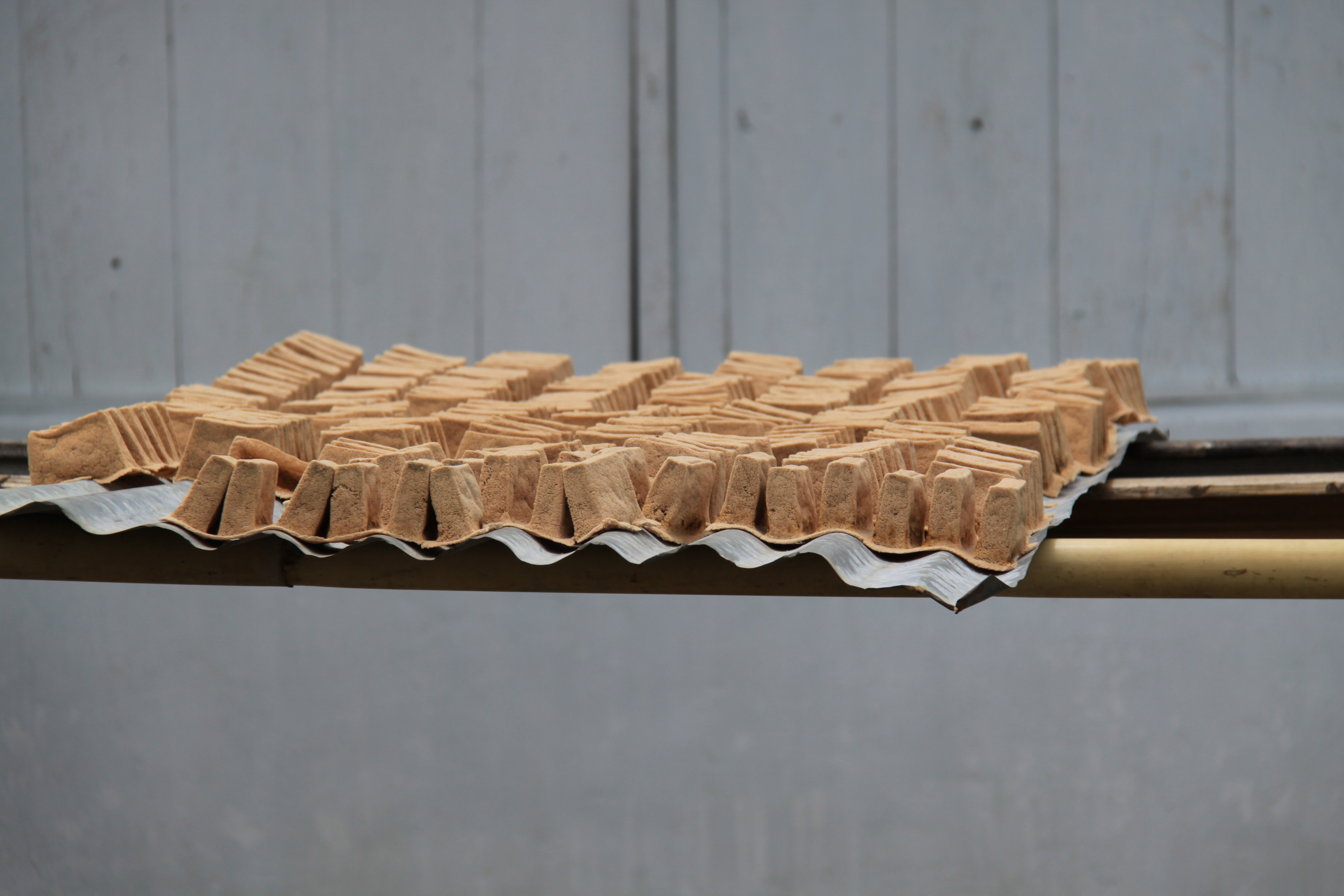
طرق طهو متعددة: كعك الساغو